# 陳緯元
陳緯元（1850年—1920年11月21日），後名湋，字經漁，號辛楣，四川省綿州直隸州人。

## 生平
光緒丙子（1876年）張之洞視學蜀中，歲試諸生，以仁壽毛蜀雲、綿竹楊叔嶠輿綿陽陳辛湄為蜀中三傑。光緒戊子中四川鄉試經魁，歷掌左綿、樂豐、益昌、匡山各書院。張之洞督粵，延其入幕校訂經籍。光緒十四年（1888年）中舉人，二十四年（1898年）成戊戌科三甲進士，分發浙江孝豐縣知縣，改調湖北省黃安縣、谷城縣知縣，參修《湖北通志》，辛亥前夕，自請解組，歸里教習子弟以終。

## 著作
- 《潺亭文集》四卷
- 《潺亭古今詩鈔》二十卷
- 《窳廬詞》 一卷，民國十五年成都昌福印刷公司代印《孱亭詩集》本。

《香港》感憤詩

是誰擲此彈丸地，坐使紅彝割據雄。鑄錯已難收廢鐵，問天何苦弛張弓。
樓台閃爍榆星小，關鍵銷亡桂管空。怕說廿年前舊事，虎門臺畔起腥風。
 — 〈清〉陳緯元， 孱亭詩集